# 안드레이 칸첼스키스
안드레이 안타나소비치 칸첼스키스(러시아어: Андрей Антанасович Канчельскис, 1969년 1월 23일 ~ )는 러시아의 전 축구 선수이다. 그는 올드 펌, 맨체스터 더비와 머지사이드 더비에서 골을 넣은 유일한 선수이다.
칸첼스키스는 1988년 디나모 키예프에서 축구를 시작했고 1990년 샤흐타르 도네츠크로 이적했다. 그는 1991년 3월 26일 맨체스터 유나이티드 FC에 입단했고, 시즌의 마지막 경기에서 데뷔전을 가졌다. 1991-1992 시즌에는 팀이 풋볼 리그 컵을 우승하는 것을 도왔다. 1992-1993 시즌에는 리그 우승을 했고, 1993-1994 시즌 역시 리그 우승과 함께 FA컵을 우승했다. 1994-1995 시즌에는 32경기에서 14골을 넣으며 팀내에서 가장 많은 골을 넣었다. 그러나 시즌중 탈장으로 인해 몇몇경기에 출전하지 못했고, 팀은 리그 우승과 FA컵 우승 모두 놓쳤다. 그는 또한알렉스 퍼거슨과 사이가 좋지 않았고, 에버턴 FC로 이적하게 되었다. 그는 이적 첫해에 16골을 넣는등 여러 활약을 펼쳤는데, 머지사이드 더비에서 두골을 넣기도 했다. 그 후 그는 ACF 피오렌티나로 이적했으나 주전으로서 뛰지는 못했다. 그 후 레인저스 FC에서 좋은 활약을 펼쳤고, 맨체스터 시티 FC에 임대가기도 했다. 그는 이후에 사우샘프턴 FC, 알힐랄, FC 사투른 모스크바 오블라스티, FC 크릴리야 소베토프 사마라에서 뛰다가 2007년 2월 12일 은퇴하였다.
그는 소련 축구 국가대표팀의 일원으로서 뛰며 13경기에 출전해 3골을 넣었다. 소련의 해체 이후에는 독립국가연합 축구 국가대표팀의 일원으로 뛰며 6경기에 출전했고, 러시아 축구 국가대표팀의 일원으로 뛰며 36경기에 나와 4골을 넣었다.
그는 선수시절에 여러 특별한 개인기를 보여주기도 했는데, 상대팀 수비수를 혼란시키기 위해 한바퀴를 돌거나 같은팀 동료를 찾기 위해 공위에 올라서는 등의 개인기를 보여줬다.
현재 FC 노스타 노보트로이츠크의 회장이다.